# Mesolitikum

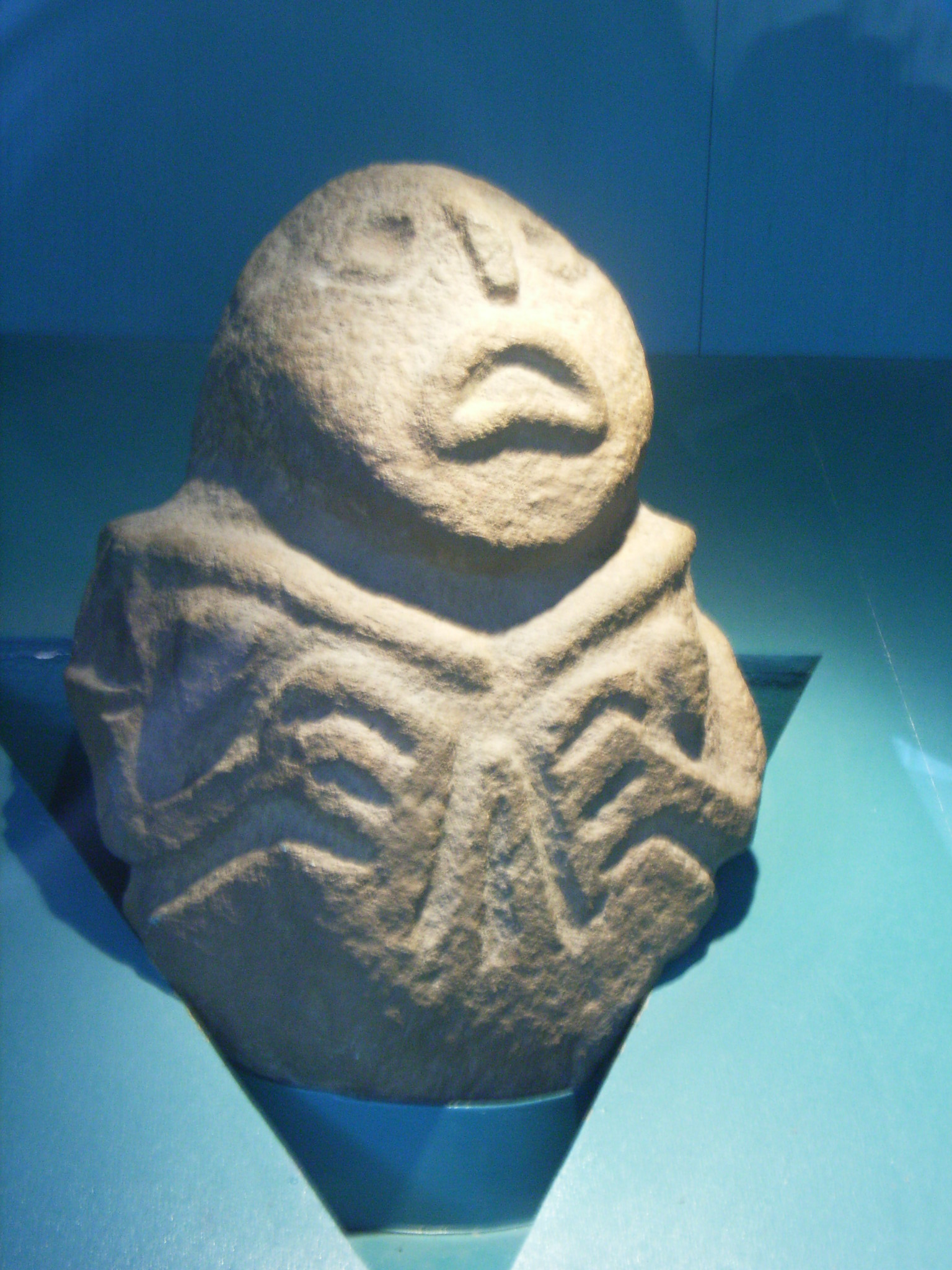
En mesolitisk skulptur från Lepenski Vir i Serbien.

Mesolitikum (av grekiska μέσος mesos, "mellan" och λίθος lithos, "sten" 'Mellanstenåldern', ofta kallad jägarstenålder) är den tidsperiod i människans förhistoria som ligger mellan stenålderns perioder paleolitikum och neolitikum. Begreppet "mesolitikum" används främst om utvecklingen i norra Europa. På andra platser går utvecklingen direkt från paleolitikum till neolitikum, eller så talar man om epipaleolitikum.
Mesolitikum karaktäriseras främst av att den värmeperiod som inleds i och med den senaste istidens slut leder till att den paleolitiska megafaunan försvinner, då tundrasteppen övergår i ett först glest senare alltmer slutet skogslandskap. De senpaleolitiska jägarna tvingas övergå till jakt av skogens villebråd, fåglar småvilt och fiske. De nya livsförhållandena leder till nya teknologiska innovationer och mikroliterna gör sitt insteg i redskapsinventariet; dessa fästs i ben- eller hornskaft. Fiskeutrustning (exempelvis flöten), men även nät och vidjeflätade mjärdar används. Stenyxor är en anpassning till skogslandskapet och används i tillverkningen av träföremål som kanoter paddlar och pilbågar har påträffats från perioden.

## Definitioner
Mesolitikum kan definieras på ett flertal olika vis, som en kronologisk sekvens, icke-keramiska kulturer eller ekologiska anpassningar till en miljö i förändring . Enligt ett synsätt definieras alltså perioden som den tidsperiod som uppträder mellan paleolitikum och neolitikum, alltså mellan den äldre och yngre stenåldern , medan till exempel Stig Welinder definierar mesolitikum med orden ”Den mesolitiska stenåldern utgörs av lokaler utan keramik, domesticerade djur (utom möjligen hunden), och jordbruk. Dessa lokaler är äldre än 2500 f.Kr.” . Detta sätt att definiera mesolitikum, i negativa termer, står i kontrast mot Binford och Clark som alltså ser mesolitikum som anpassningar (adaptioner) till en miljö i förändring . Mesolitikum kan med den senare definitionen sägas börja vid olika tider på olika platser i takt med att inlandsisen drar sig tillbaka och den boreala (preboreala) miljön gör sitt insteg.

## Kronologi
Mesolitikum sträcker sig mellan ca 10000 f.Kr. och 4000 f.Kr.

### Tidigmesolitikum

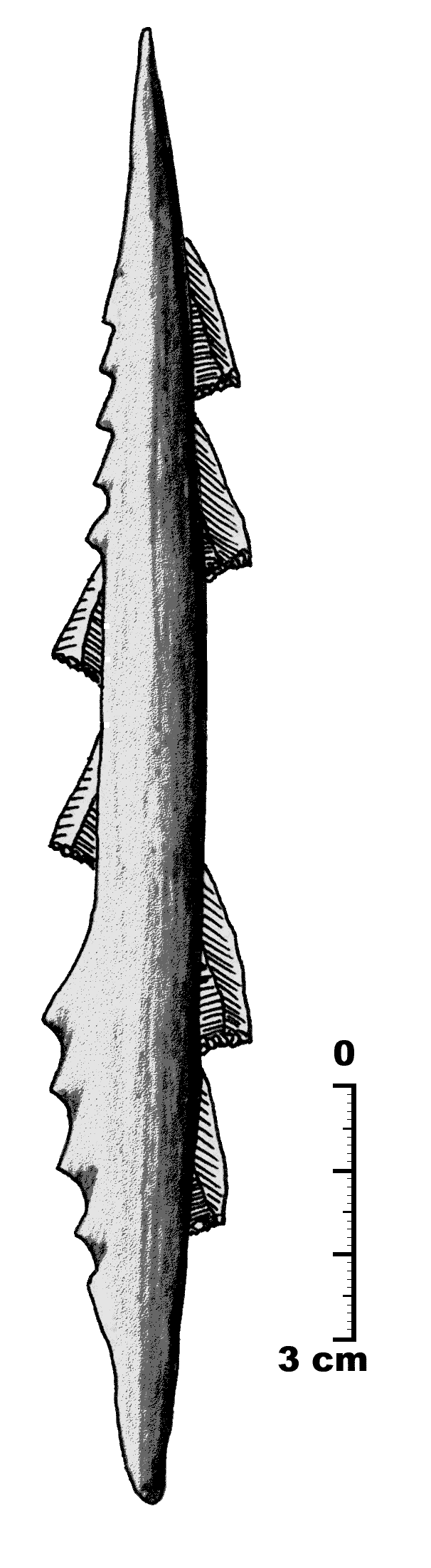
Mikroliter infästa i en harpun

Tidigmesolitikum är en kronologisk avgränsning som motsvarar Maglemosekulturens tidsmässiga utbredning i sydskandinavien (10000 f.Kr. – 6800 f.Kr.). Det är därför troligt att  kopplingen till det arkeologiska fyndmaterialet är begränsat i andra delar av Nordeuropa. 
Den äldsta delen av mesolitikum är alltså i Sydskandinavien känd som Maglemosetiden och karaktäriseras till sin början av en väsentlig klimatförbättring. Denna klimatförbättring ledde till att det tundralandskap, som tidigare dominerat de isfria delarna av Sverige, täcktes av en björk- och tallskog. Under den boreala tiden övergick denna björk- och tallskog till en tall- och hasselskog . Maglemosekulturen associeras med flera artefakttyper så som kärnyxor, spetsyxor, skivyxor, cirkulära skrapor, lancettmikroliter, triangulära mikoliter och koniska mikrospånkärnor.
Generellt har Maglemosekulturen bara studerats på inlandsboplatser belägna vid åar och sjöar i norra Europas fastland. Förmodligen är detta en följd av havsnivåhöjningen i området. Man har påträffats flera boreala lokaler under dagens havsyta mellan Skåne och Danmark samt utmed Tysklands och Polens kuster. Med andra ord återfinns de preboreala och boreala gruppernas kustbosättningar ofta under dagens havsyta. Maglemosekulturen hade en utbredning i Danmark, Doggerland, England, Nordtyskland och västra Polen samt sydligaste Sverige.
I Västsverige och i Norge finns under tidigmesolitikum först Hensbackakulturen (som i Norge vanligen benämns Fosnakulturen) och sedermera även svenska Sandarnakulturen. Båtar gjorda av skinn och som man paddlade till boplatser som ofta låg på öar. Man bedrev marin jakt och fiske i skärgården på västkusten och samma centrala livsmönster fanns i Norge. I inledningen av perioden förefaller boplatserna vara mindre och mer säsongsmässigt utnyttjade än vad som är sannolikt för senare delar av stenåldern.
Fynd av två gravar med kremerade ben från tidigmesolitikum i Schleswig-Holstein i Tyskland och Hammelev i Danmark har klargjort att brandgravar var vanliga under tidigmesolitikum. Den tyska graven hittades i Duvensee-mossen och är den äldsta graven som har hittats i Schleswig-Holstein och har daterats till att var 10 600 år gammal.
I västra Europa finns Tardenoisienkulturen som är en mesolitisk spånkultur med huvudutbredning i norra Frankrike, Belgien och Centraleuropa. Den har ungefär samma utbredning i tid som Maglemose men slutar i neolitikum. De sena boplatserna är neolitiska och har domesticerade djur bland annat får.
I motsats till Azilienkulturen som mestadels bodde i grottor eller under klipputsprång  har boplatserna av Tardenoisienkulturen  hittats på öppna platser. Tardenoisienkulturen är nära besläktad med och följer strax efter Azilienkulturen. Tardenoisien är nästan allmäneuropeisk men finns inte i Skandinavien, norra Ryssland, på Balkan eller i Italien.
I östra Europa finns de viktigare tidigmesolitiska kulturerna Kunda- Butovokuturen  Kundakulturen återfinns företrädesvis i Baltikum och Polen medan Butovokulturen finns i Ryssland öster om Kundakulturens område. Båda dessa kulturer är efterföljare till Swidérienkulturen även om Kundakulturen också uppvisar drag liknande Ahrensburgkulturen. I Finland används begreppet Suomusjärvikulturen som en synonym till mesolitikum och avser alltså snarare ett tidsavsnitt än en arkeologisk kultur. Troligen har Finland befolkats av människor hörande till någon eller alla av de ovanstående kulturerna.

### Mellanmesolitikum
Mellanmesolitikum varar mellan 6800 f.Kr. - 5500 f.Kr. och motsvaras i Sydskandinavien av Kongemosekulturen. Kongemosekulturen är främst känd från Danmark och Skåne , även om dess ledartefakter, handtagskärnor och mikrospån i sammansatta spetsar förekommer även i Norge och ända upp i norra Norrland. I norra Sverige och Finland finns andra typer av teknologier som pekar på kontakter österut. Dock skiljer sig råmaterialet åt. I Skåne och Danmark rör det sig om flinta, medan Sverige (utom Skåne och västkusten) främst nyttjat andra, lokala bergarter. Under den mellanmesolitiska perioden fylls det forna fastlandet Doggerland mellan Danmark och de brittiska öarna med vatten i och med att samspelet mellan isostas (landhöjning) och eustas (havshöjning) leder till att Nordsjön och Engelska kanalen skapas.
De mellanmesolitiska jägar-samlarkulturerna var fortsatt mycket mobila och i inlandet jagade man kronhjort, älg, vildsvin, rådjur, björn och utter, men det är kanske för utnyttjandet av de marina resurserna i form av fisk och säl som poängterats kraftigast i diskussionen om mellanmesolitikum. Även vegetabilier var dock viktiga vilket understryks av stora mängder hasselnötsskal och skal från sjönöt som påträffas på boplatser från perioden.
Tardenoisian har en utbredning också till mellanneolitikum. Liknande kulturer är kända längre österut i centrala Europa till exempel i Bayern, delar av västra Storbritannien och i Spanien. Kulturen är döpt efter typboplatsen Fère-en-Tardenois i Frankrike där  E. Taté först upptäckte kulturens typiska artefakter 1885.  Karaktärsdrag som skiljer mot tidigare är närvaron av geometriska mikroliter, mikrosticklar, trianglar, trapetser och pilar med flintspetsar och små flintspån gjorda med tryckteknik. Termen används också för mikrolitiska tekniker och boplatser i norra Italien och östra Europa. Kulturen varade från mellanmesolitisk tid in i neolitisk tid.
Narvakulturen dominerar i Baltikum, västra Ryssland samt i delar av Vitryssland. Nemankultur är en kultur söder om Narvakulturen som är mera knuten till skogsområden där Narvakulturen är mer anknuten till sjö- flod och havsstränder.

### Senmesolitikum
Den tid, som i södra Skandinavien tar vid efter Kongemosetiden och som får sitt slut i
och med jordbrukets insteg cirka 4000 f.Kr., går under namnet Ertebøllekulturen. Det är under denna period som den första keramiken gör sitt insteg i Sydskandinavien. Idag pågår en debatt om senmesolitikum skall ses som en förberedelsefas inför neolitiseringen med en allt högre grad av bofasthet och social stratifiering eller om en fortsatt hög mobilitet (såväl geografiskt som socialt) varit normen för det senmesolitiska samhället.
Ifrån denna period kommer också en av de äldsta kända båtarna (även om man troligen färdats på havet mycket längre än så). Båten, som var anpassad för ålfiske, är upphittad vid den kända danska fyndplatsen Tybrind Vig.

### Övrigt
I norra Skandinavien används samma kronologi, även om de ovanstående kulturgrupperna inte finns här. Här finns i stället andra kulturgrupper, ofta inte lika väldefinierade som i Sydskandinavien. I stället för namngivna arkeologiska kulturer talas det ofta, mera svepande, om kvartskultur och dylikt. Exempel på en namngiven nordskandinavisk kulturgrupp är Komsakulturen i Nordnorge. I östra Europa talar man om Kunda-, Botovo- och Veretyekulturerna under den inledande fasen av mesolitikum. Dessa kulturer återfinns öster om den så kallade Suomusjärvikulturen i Finland, som finns under hela mesolitikum.

## Burial av Thèviec - Museum of Toulouse

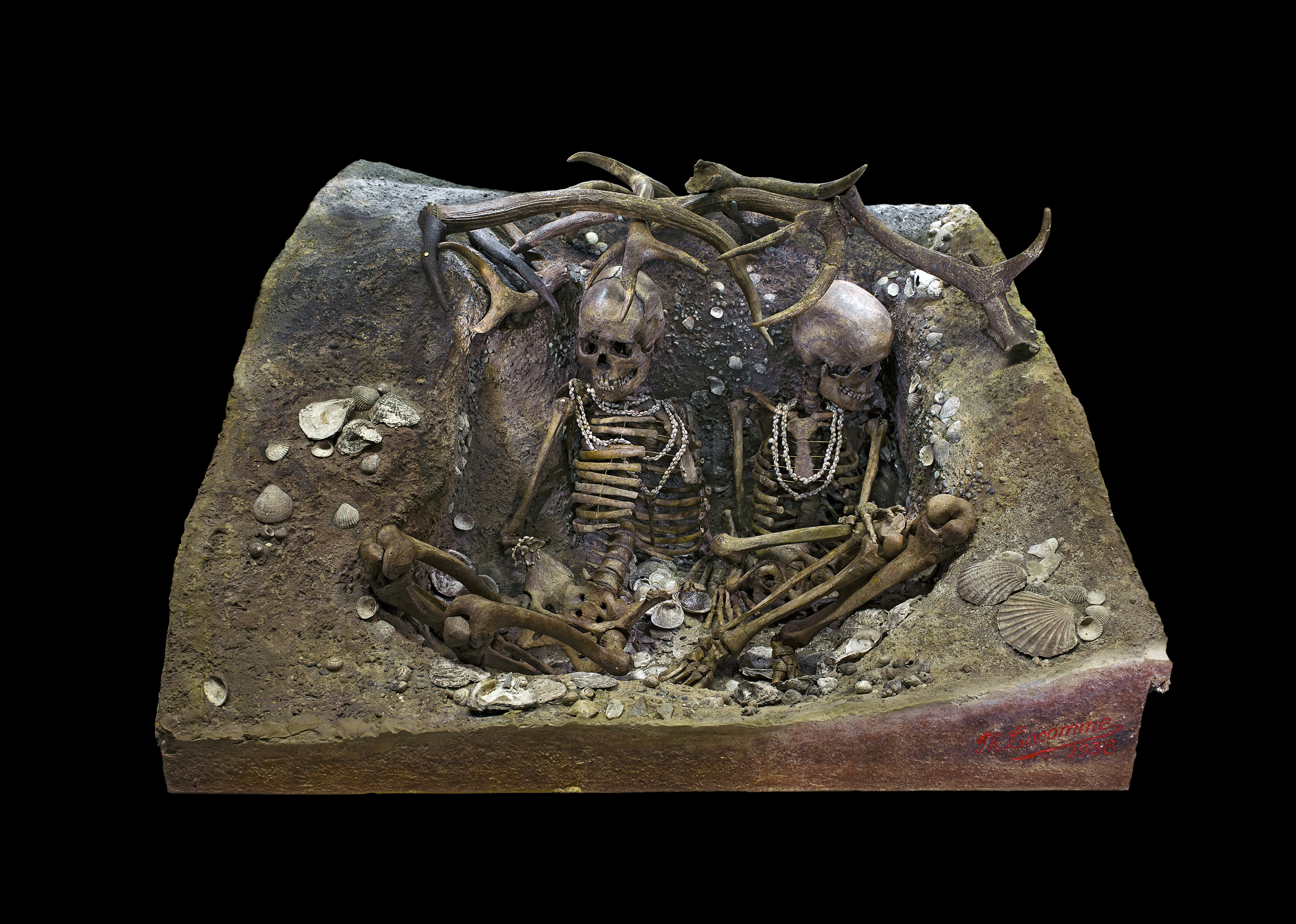
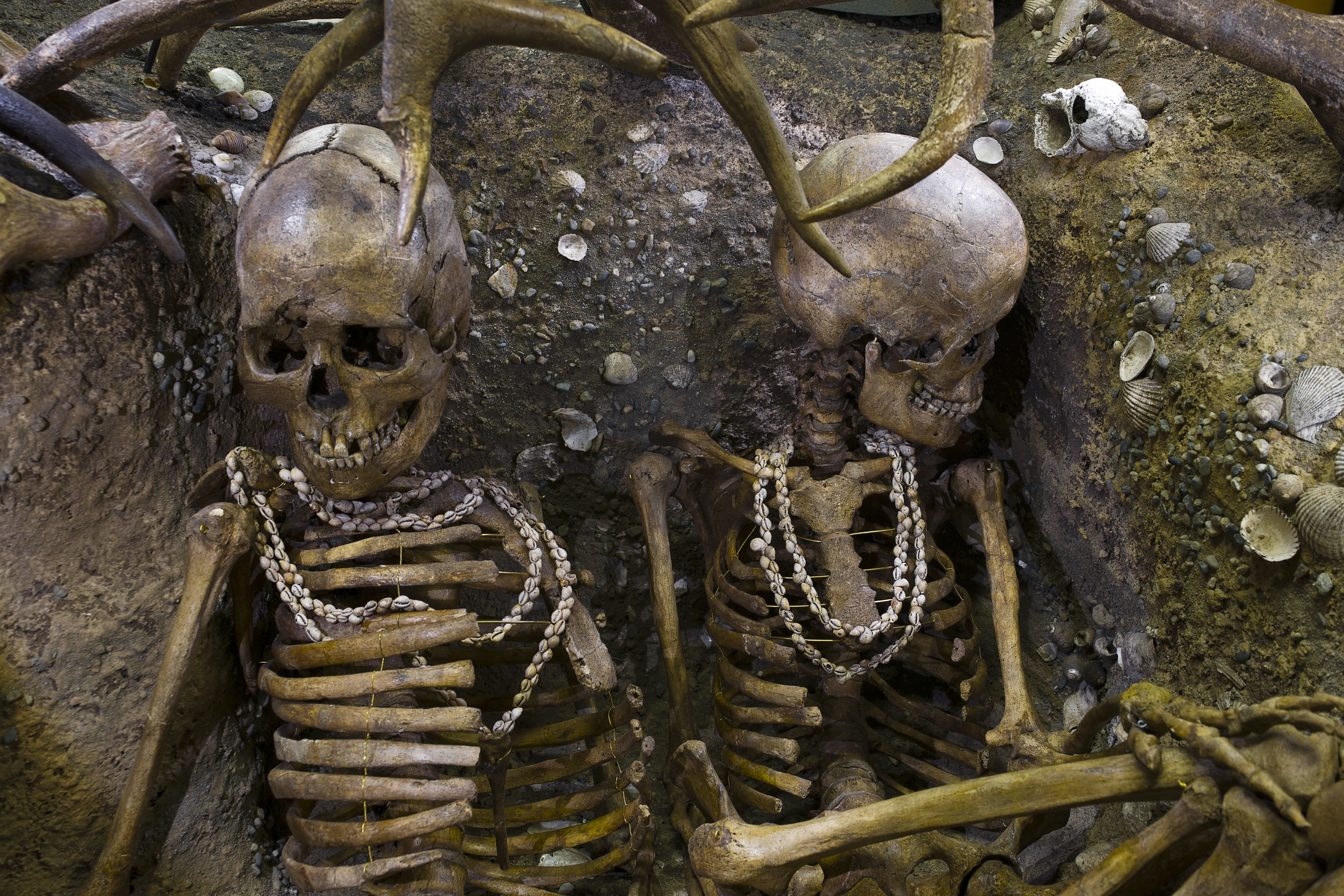
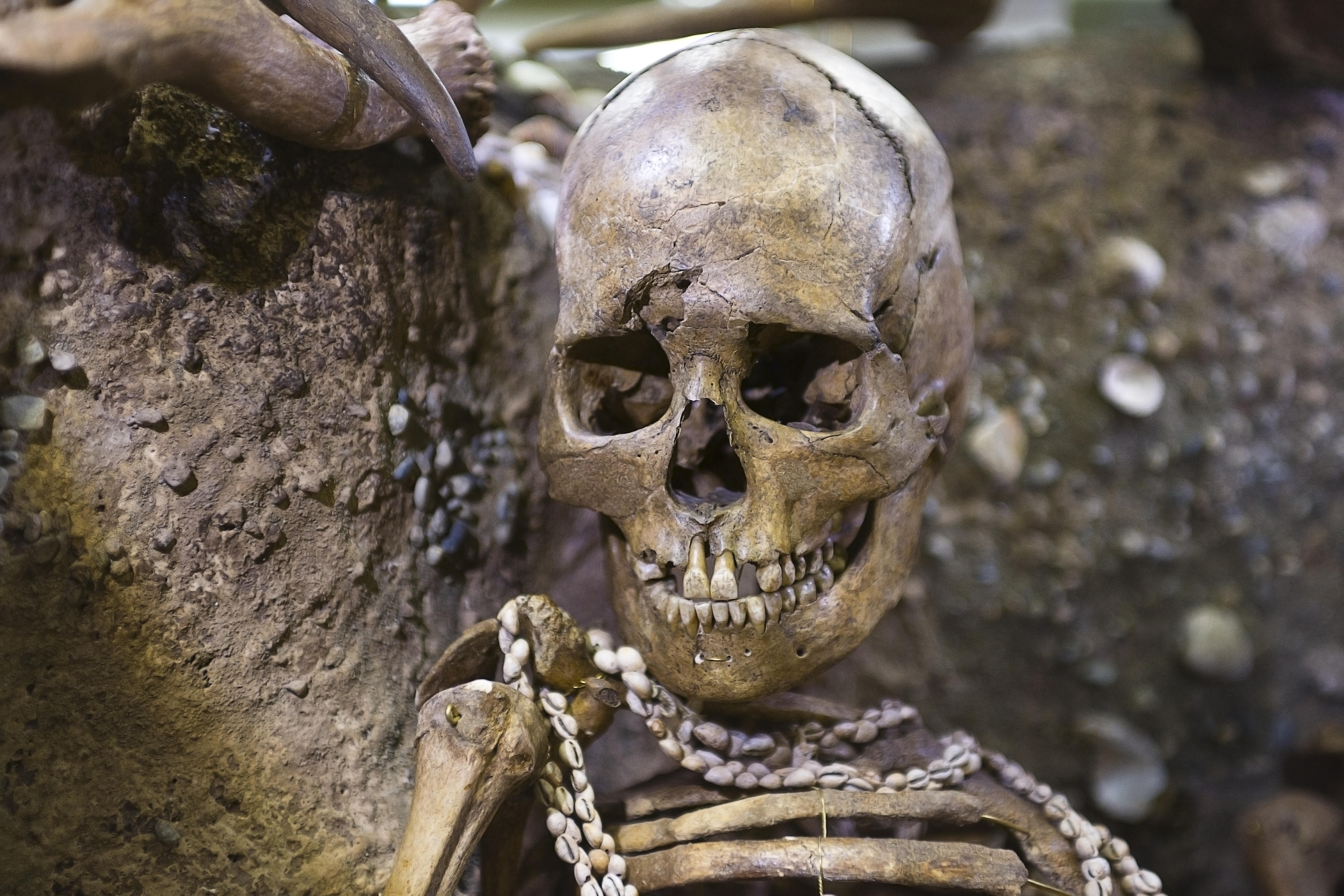
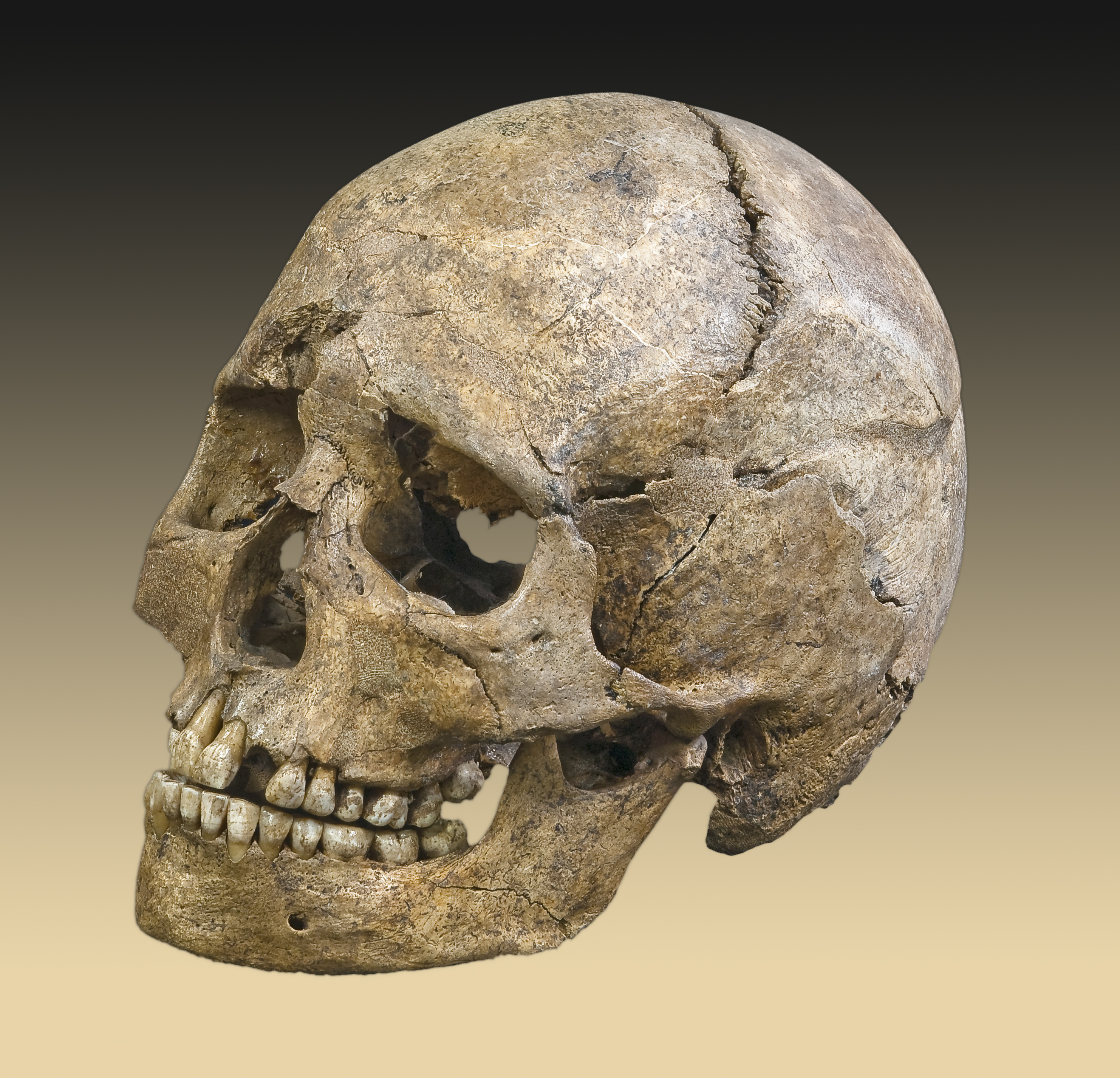

## Stenteknologi

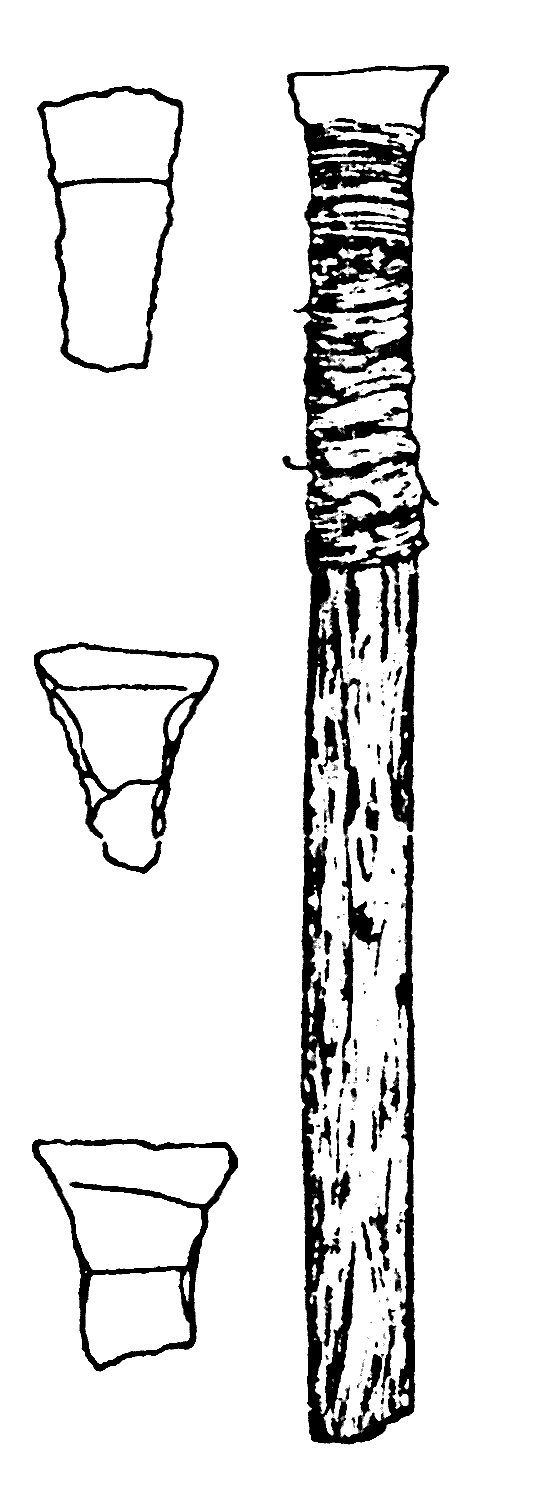
Tvärpil

För det mesolitiska stenhantverket är de små avslagen karaktäristiska. Mikrospånen och mikroliterna gör sitt insteg i redskapsinventariet under denna period. Dessa mikroliter har använts i kompositverktyg för att skapa skärande eggar, sårvidgare och mothak. Mikroliterna tillverkas av mikrospån, äldst är lancetterna (omkring 8200 f.Kr.), sedan följer likbenta och skeva trianglar (omkring 7500 - 6000 f.Kr.) och senare s.k. trapetser. Mot slutet av perioden börjar man också tillverka skevpilar och tvärpilar. Mikrostickelteknik (se nedan) kallas den teknik som används för att avskilja olika delar av ett mikrospån och därmed skapa olika typer av mikroliter. Även på platser där man inte haft tillgång till flinta tycks man ha tillverkat mikrospån, även om de områden som domineras av till exempel kvarts och kvartsit i första hand uppvisar en utpräglad avslagsteknologi, där man tillverkar avslag dels med direkt plattformsteknik, med och utan hjälp av städ, och dessutom sönderdelar stenmaterialet bipolärt, en teknik som innebär att kraften går rakt ned i kärnan som vilar mot ett städ. Karaktäristiskt för den bipolära tekniken är kuddformade kärnor med krossmärken i bägge ändar liksom de typiska apelsinklyftsliknade avslagen. Dessutom kommer stenyxorna på bred front under mesolitikum, dessa tillverkas både i flinta och grönsten. Först kommer kärnyxor och skivyxor och sedermera även trindyxor, lihultyxor och limhamnsyxor.
Mikrostickelteknik

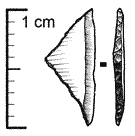
Tringel

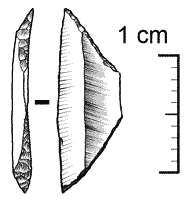
Trapets

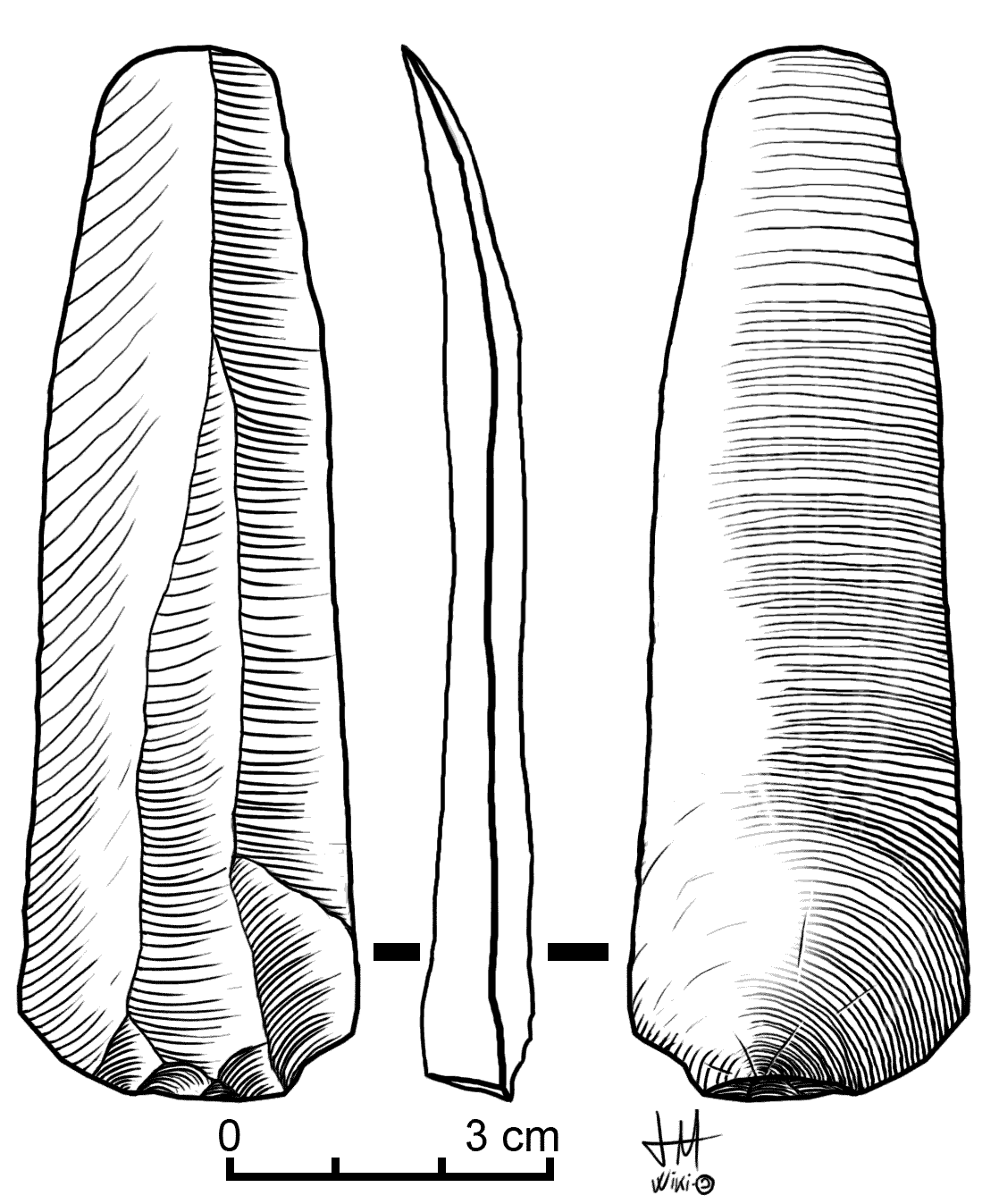
Ett spån är utgångspunkten för tekniken
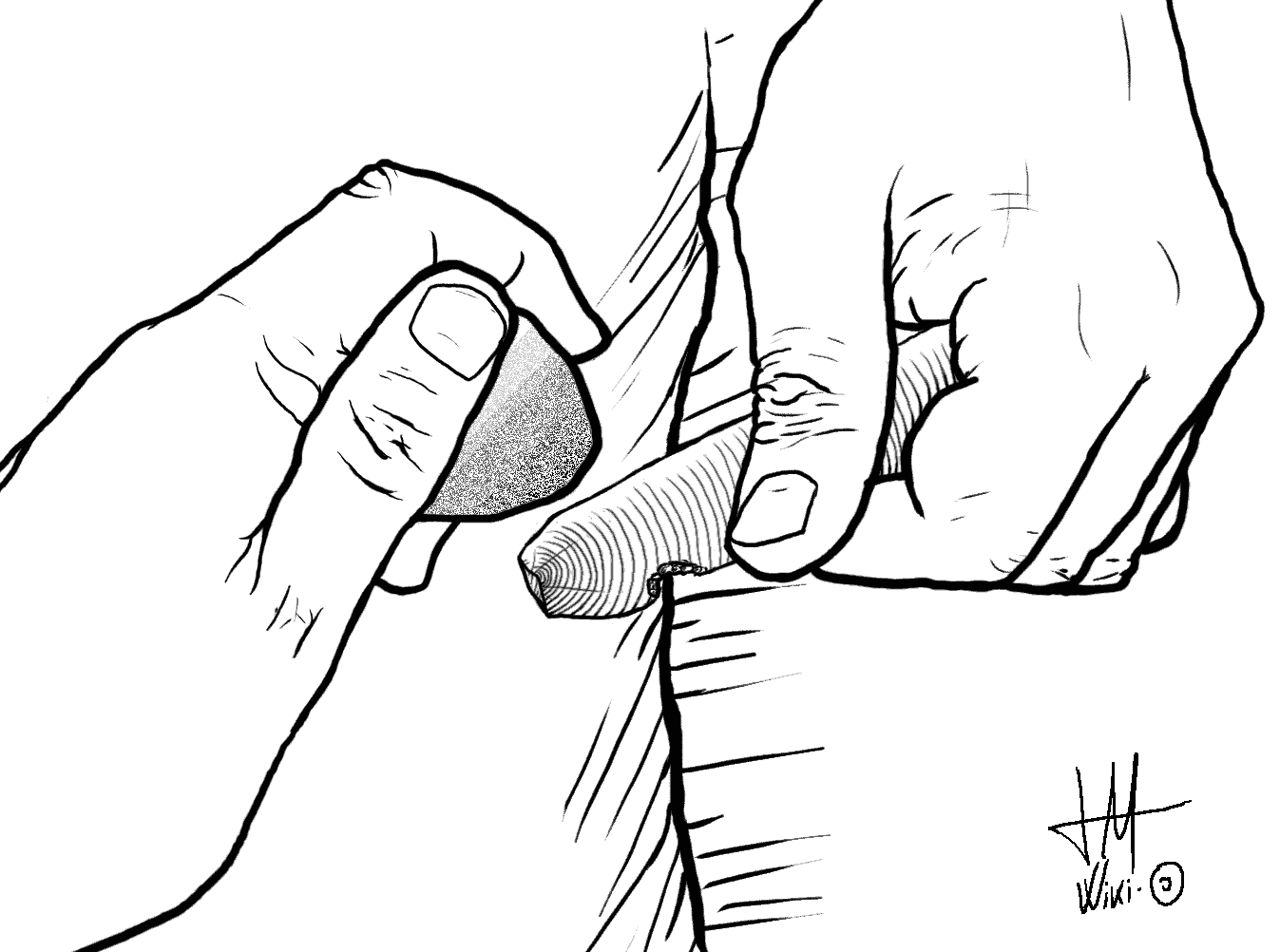
Illustration av mikrostickelteknik
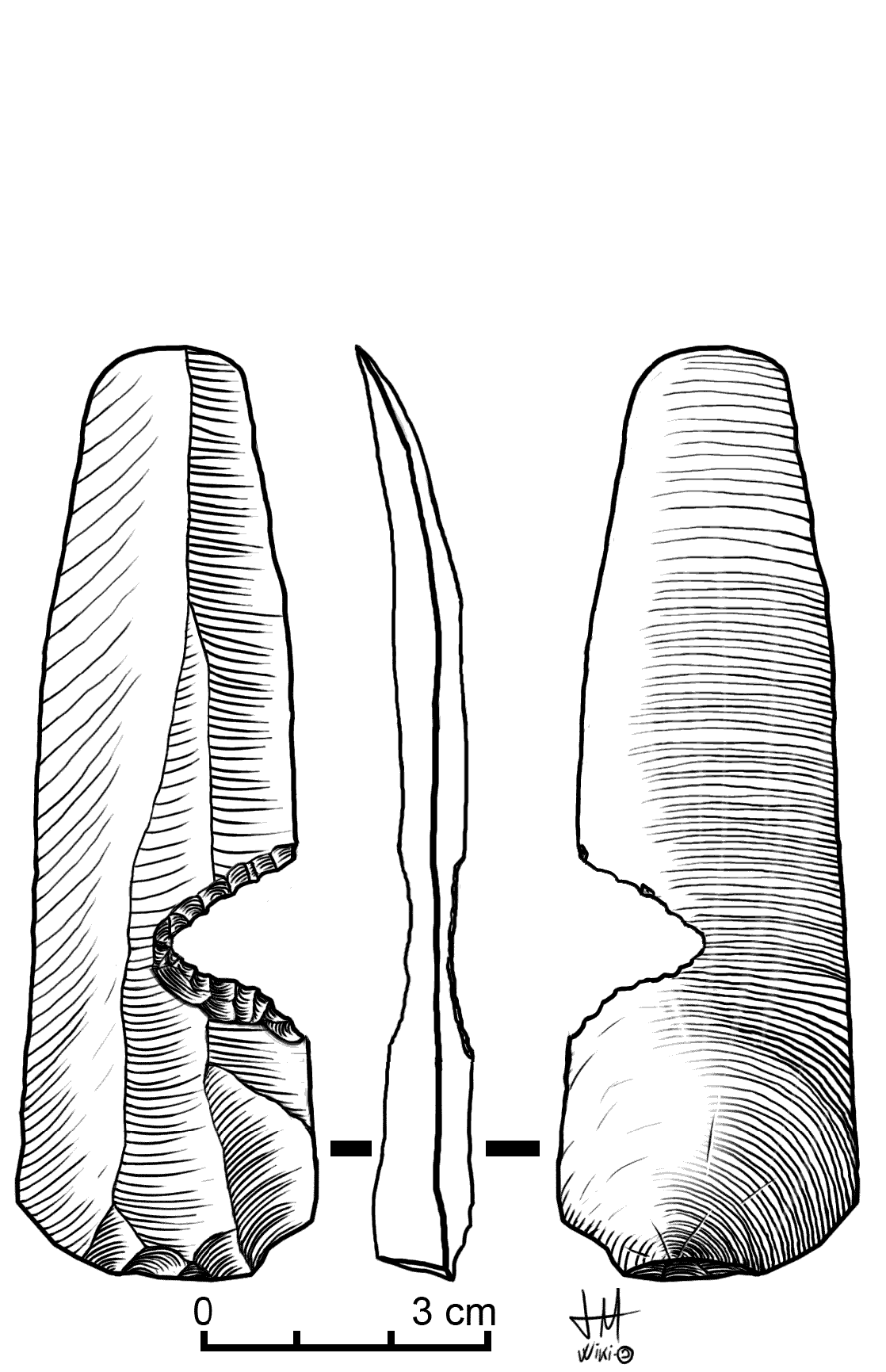
Först skapas ett jack
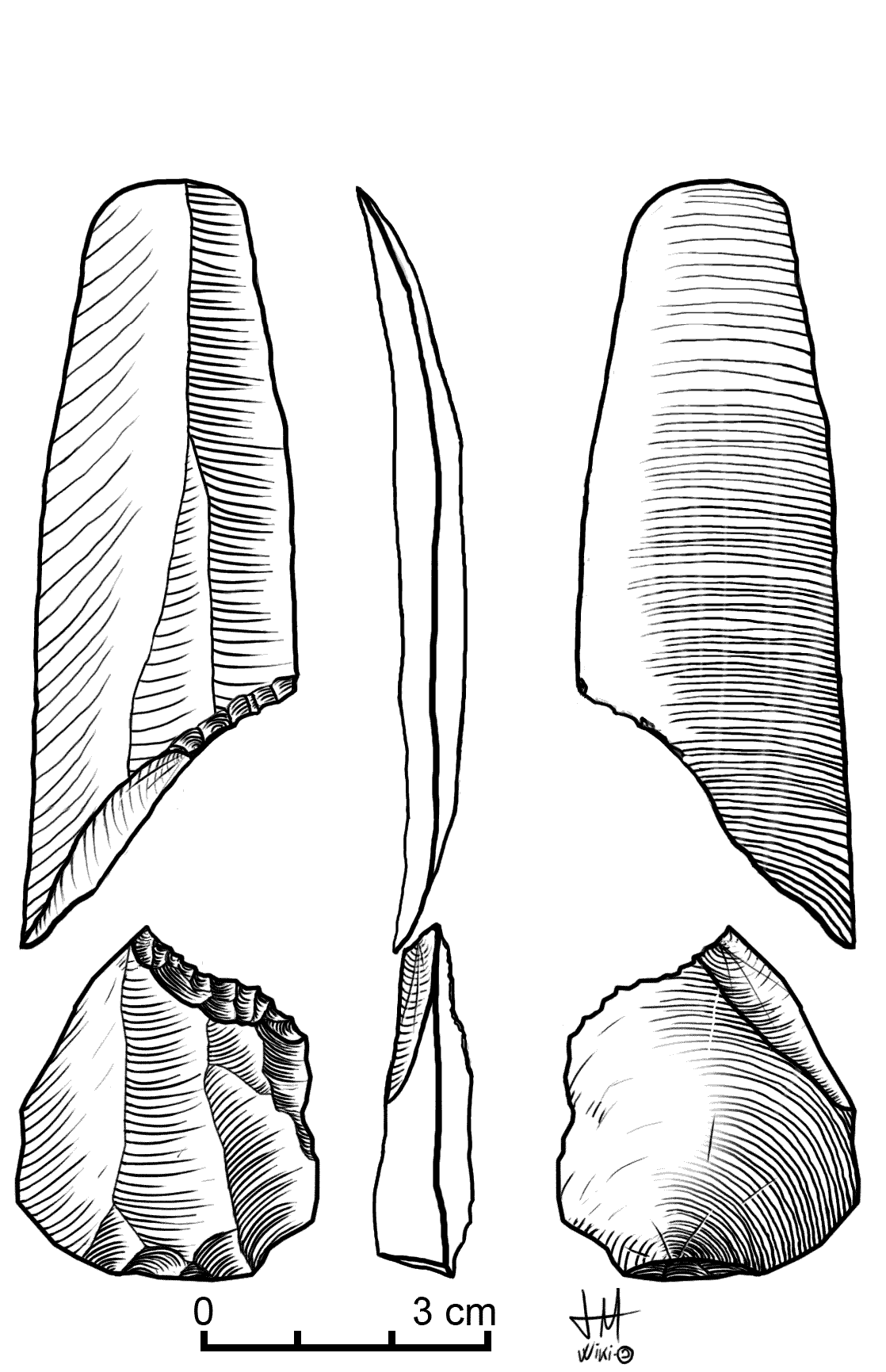
Spånets proximaldel avskiljs
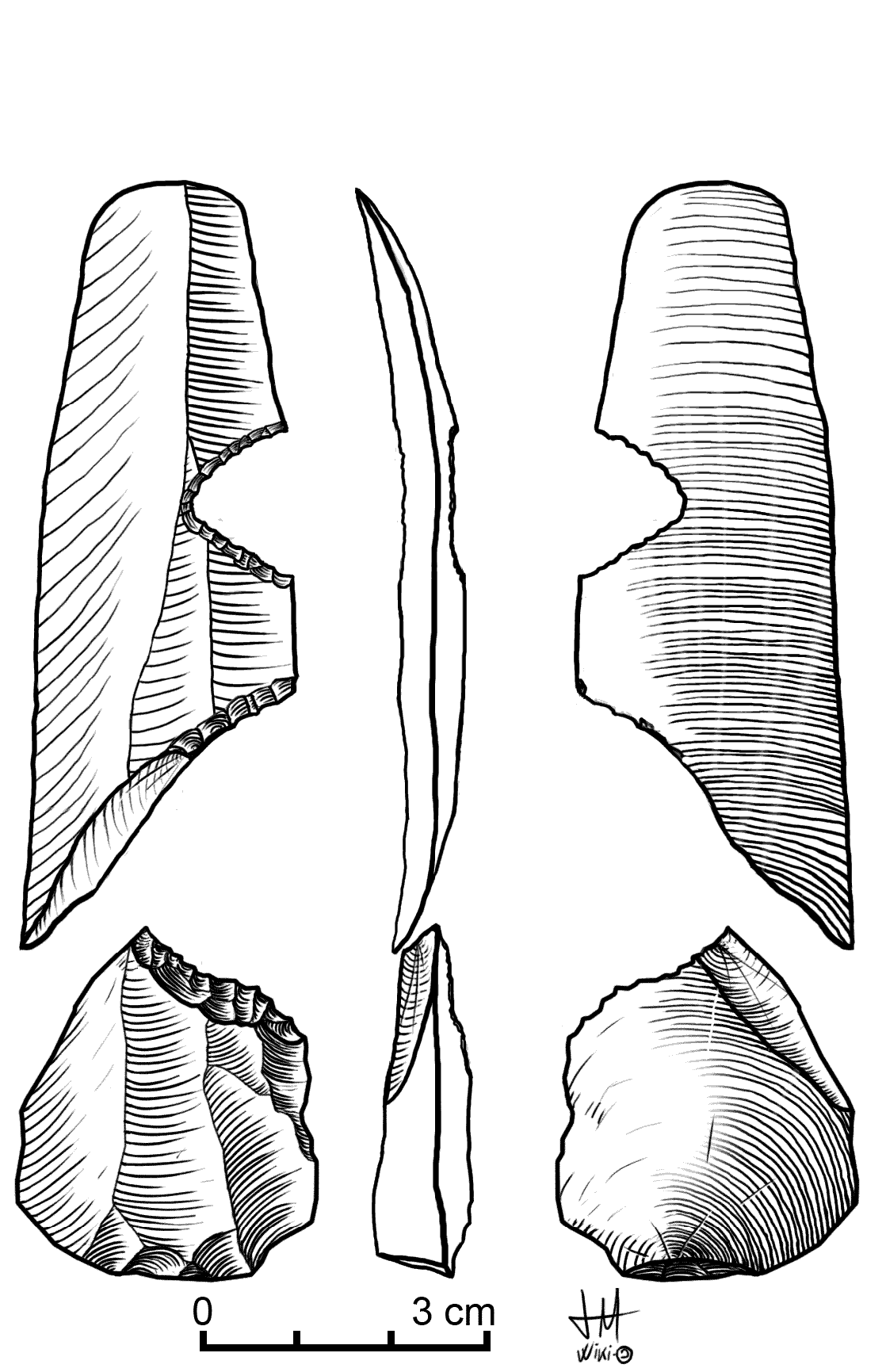
Ytterligare jack skapas
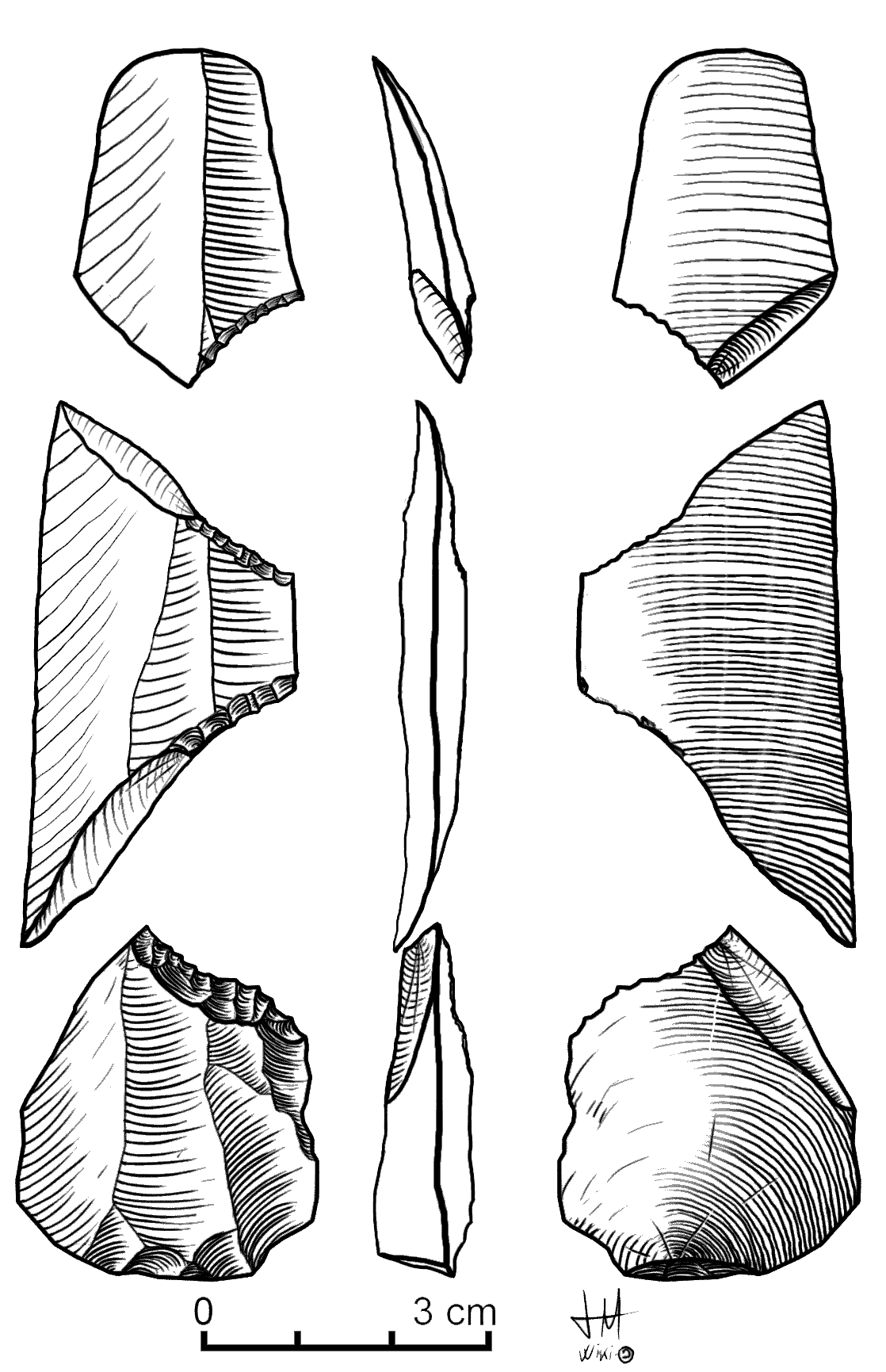
Även spånets distaldel avskiljs
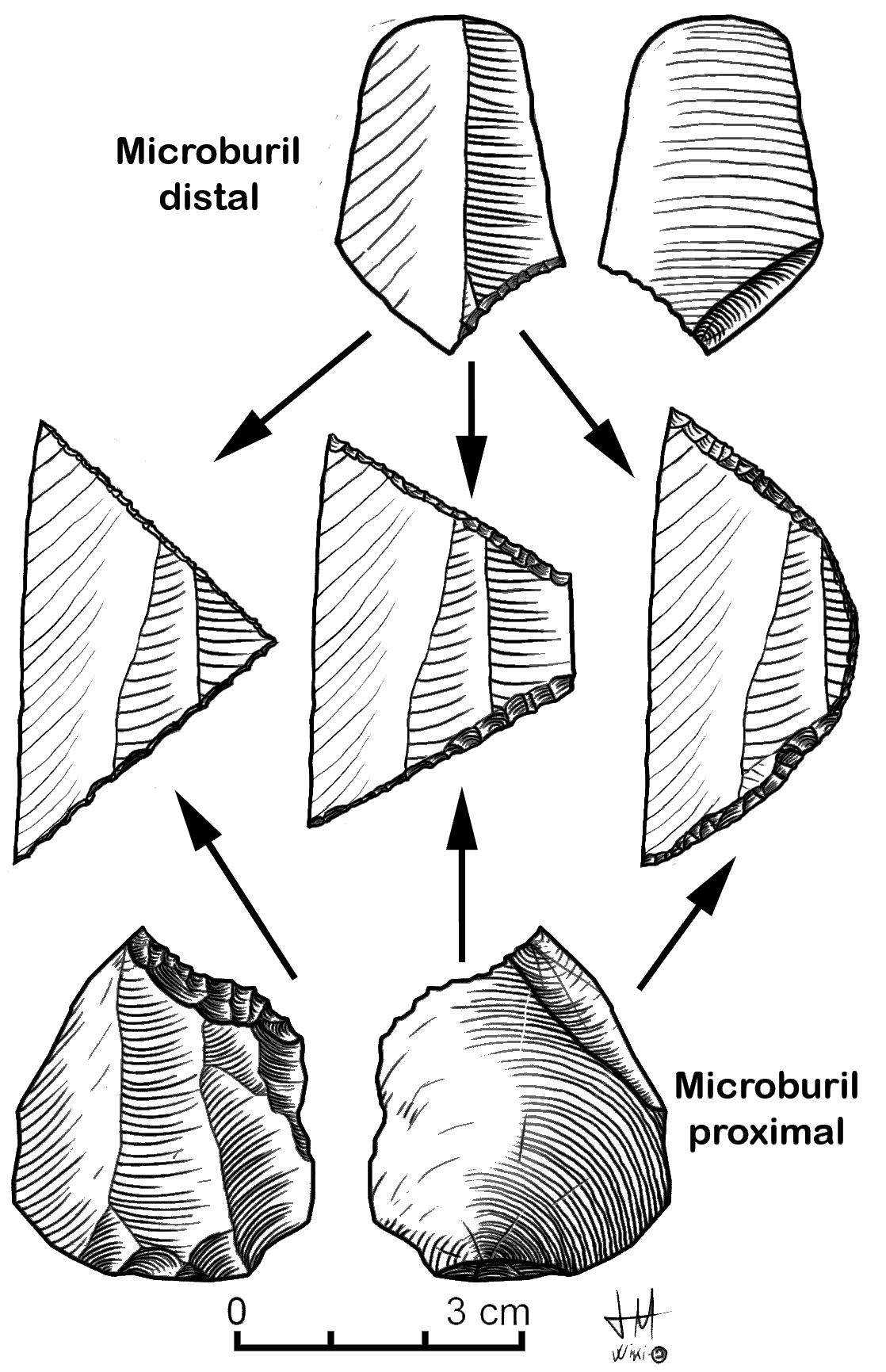
Av den mellersta delen blir regelrätta mikroliter
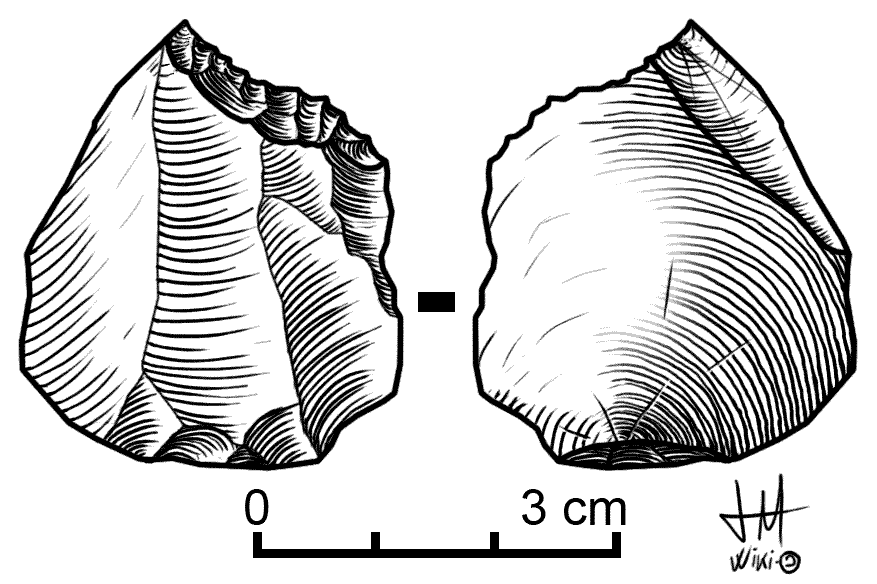
En mikrostickel blir, vid sidan av mikroliterna, resultatet av tekniken

### Pil och båge
Mycket av den stenteknologi som uppmärksammats inom arkeologin hänger samman med tillverkning av pilspetsar. Det finns belägg för att pil och båge har använts som jaktvapen i 20 000 år eller mer. Dock är de äldsta konkreta fynden av pilbågar mesolitiska. Bevarade mesolitiska pilbågar finns från flera platser i norra Europa:
- Stellmoor, Tyskland. Ca 8750 f.Kr.
- Holmegård, Danmark. Ca 6500 f.Kr.
- Ageröd V, Sverige. Ca 4900–4600 f.Kr.
- Tybrind Vig, Danmark. Ca 5200–4000 f.Kr.
- Ringkloster, Danmark. Ca 4800–4000 f.Kr.
- Maglemose gård, Danmark. Ertebølle-tid / senmesolitikum.